# Eucamptopus coronatus
Eucamptopus coronatus är en spindelart som beskrevs av Pocock 1900. Eucamptopus coronatus ingår i släktet Eucamptopus och familjen vårdnätsspindlar. Inga underarter finns listade i Catalogue of Life.